# Рапай, Ольга Петровна
О́льга Петро́вна Рапа́й (урождённая Ольга Перецовна Маркиш; укр. Ольга Перецівна Рапай-Маркіш, ивр. אולגה רפאי-מרקיש‎; 1 августа 1929 года, Харьков — 1 февраля 2012, Израиль) — советский и украинский скульптор-керамист, одна из самых уважаемых и известных фигур в украинской керамике. Член Национального союза художников Украины.

## Биография
Родилась 1 августа 1929 года в городе Харькове.
В 1953 году арестована по делу Еврейского антифашистского комитета и после объявления приговора отправлена в Лукьяновскую тюрьму. После — этапом в Сибирь. В Сибири она и узнала о смерти Сталина: «О смерти Сталина мы узнали, когда урки начали кричать: „Жиды Сталина убили!“». Освободили Ольгу только через два года.
В 1956 году окончила Киевский художественный институт. Работала скульптором на Киевском экспериментальном керамико-художественном заводе (КЭКХЗ). Произведения неоднократно выставлялись на выставках.
Впоследствии репатриировалась в Израиль.
Умерла 1 февраля 2012 года.

## Избранные выставки
- 1968 — персональная выставка (Киев, Львов, Одесса);
- 1968—1992 — республиканские региональные выставки;
- 1985 — персональная выставка (Киев);
- 1991 — выставка «Пять художников из Киева» (Оденсе, Дания);
- 1993 — персональная выставка (Париж);
- 2015 — выставка малой фарфоровой пластики, станковой керамической скульптуры, декоративных блюд и пластов Ольги Рапай «Грации и паяцы» (Киев).

## Избранные работы
Работы художницы украшают Республиканскую детскую библиотеку (на Нивках в городе Киеве), фасад Дома народных коллективов (бульвар Шевченко, Киев), вестибюль Института физиологии (Киев) и Института ботаники (Киев).
Среди работ художницы:
- «Карнавал»
- «Артисты цирка»
- «Красная книга»
- «Ковчег комедиантов»
- «Счастливый дед»

Работы хранятся в фондах Министерства культуры Украины, Союза художников Украины, музеях Киева, Сум и пр.

## Семья
- Отец — Перец Давидович Маркиш (1895—1952), еврейский поэт и драматург, писавший на идише; глава еврейской секции Союза писателей СССР; расстрелян.
- Мать — переводчик Зинаида Борисовна Йоффе (1901—1974); осуждена на 5 лет ИТЛ как член семьи изменника Родины.
- Сестра — Майя Мееровна Йоффе (Засухина) (1923—2010), дочь Зинаиды Борисовны Йоффе от первого брака.
- Отчим — переводчик украинской литературы Борис Данилович Ткаченко; расстрелян по вымышленному обвинению, как враг народа; посмертно реабилитирован.
- Брат — Симон Маркиш (1931—2003), литературовед, переводчик античной литературы; арестован по вымышленному обвинению.
- Брат — Давид Маркиш (род. 1938), писатель; арестован по вымышленному обвинению.
- Муж — Николай Павлович Рапай (1928—2021), советский и украинский скульптор, заслуженный деятель искусств Украины, член Союза художников Украины.
  - Дочь — Екатерина Рапай[4], писательница, живёт в Киеве.

## Книги
- Ольга Рапай. Скульптура. Київ, 1968.
- Ольга Рапай: Альбом. — Киев: Дух і літера, 2007. — 96 с. — ISBN 966-378-044-4.
- Карпинская-Романюк Л., Корусь Е. Фарфор Ольги Рапай. — Х.: «ТОВ Рекламист», 2015. — 216 с.